# Jakobovo
Jakobovo (mađ. Kisjakabfalva, nje. Jackfall) je selo u južnoj Mađarskoj.
Zauzima površinu od 6,62 km četvorna.

## Zemljopisni položaj
Nalazi se u Baranji, na 45° 53' 45" sjeverne zemljopisne širine i 18° 26' 5" istočne zemljopisne dužine, sjeverno od istočnog ruba Viljanske planine.
Plakinja je 2 km zapadno, Ivanj je 500 m sjeverozapadno, Mali Budmir je 500 m sjeverno-sjeveroistočno, Pócsa je 2 km sjeveroistočno, Viraguš je 2,5 km jugoistočno, Viljan je 2 km južno-jugoistočno, Keveša je 500 m jugozapadno.
1,5 km jugoistočno se nalazi predio Fekete-hegy, a 2,5 km južno-jugoistočno brdo Szársomlyó.

## Upravna organizacija
Upravno pripada Šikloškoj mikroregiji u Baranjskoj županiji. Poštanski broj je 7773.

## Povijest
Pisani izvori prvi put spominju Jakobovo 1400. pod imenom The written sources mentioned the village in 1400 first Zent Jacabfalua, a 1465. već u obliku Jakabfalwa.
U doba Arpadovića su stanovnici bili Mađari, a za vrijeme turskih osvajanja je selo opustjelo. Nakon oslobođenja od Turaka, u selo se useljavaju južnoslavenske obitelji. Nakon Južnih Slavena su doselili Nijemci, a nakon njih doseljenici iz Hornje Zemi (mađ. Felvidék).

## Promet
1,5 km južno i zapadno od Jakobova prolazi željeznička prometnica Pečuh – Mohač.

## Stanovništvo
Jakobovo ima 164 stanovnika (2001.). Mađari su većina, a u selu živi nekoliko Nijemaca koji u selu imaju manjinsku samoupravu, a petina stavnika se nije nacionalno izjasnila. Rimokatolika je preko 3/5, kalvinista 12% te ostali.

## Vanjske poveznice
- Jakobovo na fallingrain.com